# نشانه‌های بارداری
نشانه‌های بارداری آندسته از نشانه‌ها و ناراحتی‌هایی هستند که ممکنست به آغازِ بارداری اشاره داشته باشند. نشانه‌های ناراحتی ناشی از بارداری از هر زن به زنی دیگر ممکنست متفاوت باشد.

## ناخوشیِ صبحگاهی
تهوع حاملگی بویژه به هنگام صبح، یکی از نخستین نشانه‌های حاملگی و از عوارض شایع این دوران است که اغلب در اواخر ماه سوم خود به خود بهبود می‌یابد. برای مقابله با این ناراحتی خوردن یک تکه نان برشته یا بیسکویت قبل از برخساتن از رختخواب، مصرف غذا به مقدار کمتر ولی در دفعات بیشتر در طول روز، خودداری از مصرف غذاهای نفاخ، چرب و پرادویه توصیه می‌شود. در صورت داشتن استفراغ‌های شدید، مکرر و به دفعات زیاد به کارکنان بهداشتی مراجعه شود.

## دردِ کمر
ناراحتیی شایع در این هنگام است. از آنجا که وزنِ زن افزایش می‌یابد و تعادلِ او تغییر می‌کند، بر کمرش فشار وارد شده و موجبِ این عارضه بگونه‌ای موقتی می‌شود.

## سردرد و سرگیجه
تغییراتِ هورمونی می‌تواند علت سردرد در بارداری بویژه در ۳ ماههٔ اول باشد.

## تکرر ادرار
در ابتدای بارداری معمولاً به علت بزرگ شدن رحم و فشار آن بر روی مثانه دفعات ادرار کردن بیشتر می‌شود. بعدها ممکن است به علت تغییر وضع رحم و خارج شدن آن از لگن، فشار آن بر مثانه کمتر شده و این حالت از بین برود؛ ولی در اواخر حاملگی با پائین آمدن سر جنین به داخل لگن و فشار ناشی از آن دوباره تکرر ادرار دیده می‌شود.
توصیه می‌شود خانم باردار از مصرف مایعات قبل از خواب خودداری کند. ضمنای هرگز ادرار خود را نگه ندارد زیرا این کار باعث مشکلات ادراری می‌شود. در صورتی که تکرر ادرار همراه با سوزش و درد زیر شکم باشد نشانه عفونت ادراری است و باید با کارکنان بهداشتی درمانی مشورت شود.

## خستگی و خواب آلودگی
در اوائل حاملگی بیشتر زنان احساس خستگی و خواب آلودگی می‌کنند. معمولاً این حالت بعد از ماه چهارم بارداری برطرف می‌شود. استراحت بیشتر و تغذیه صحیح در این مواقع لازم است.

## یبوست
بسیاری از خانمها که در حالت عادی اجابت مزاج طبیعی دارند ممکن است به علت تغییرات هورمونی و کند شدن حرکات روده و کاهش فعالیت جسمانی در حاملگی دچار یبوست شوند.
مصرف زیاد مایعات در طول روز (حدود ۶تا ۸ لیوان در روز)، استفاده از میوه و سبزیجات تازه، مصرف غذاهای حاوی فیبر زیاد مثل نان سبوس دار و عادت به اجتبت مزاج در ساعات معینی از روز در جلوگیری از این حالت مؤثر است. همچنین قدم زدن در طول روز در رفع این حالت مفید می‌باشد. مصرف ملین در حاملگی توصیه نمی‌شود، به جز مواردی که پزشک یا ماما تجویز می‌کند.